# Olympische Sommerspiele 1988/Leichtathletik – 800 m (Männer)

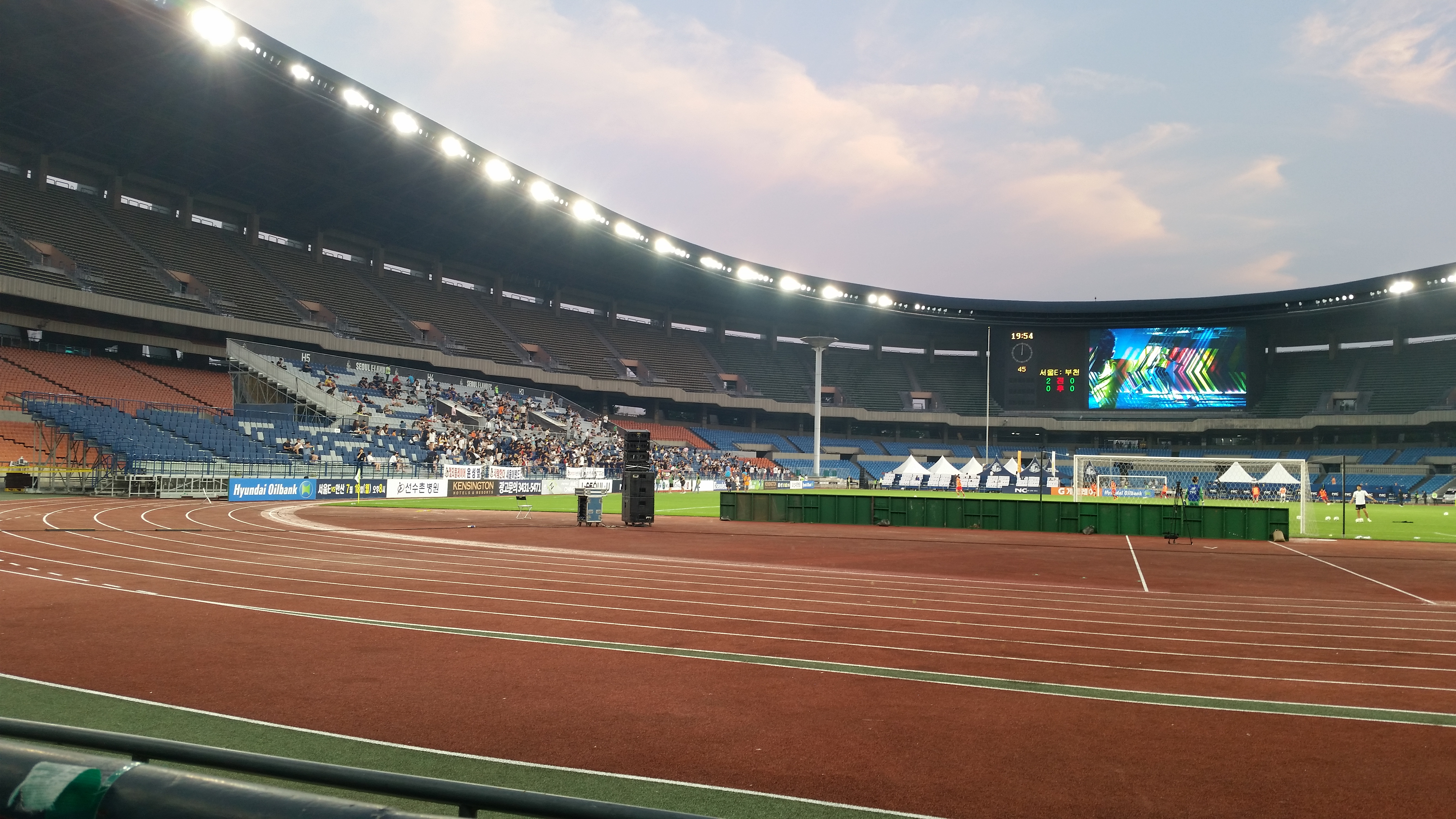
Innenraum des Olympiastadions im Jahr 2016

Der 800-Meter-Lauf der Männer bei den Olympischen Spielen 1988 in Seoul wurde vom 23. bis zum 26. September 1988 in vier Runden im Olympiastadion Seoul ausgetragen. Siebzig Athleten nahmen teil.
Olympiasieger wurde der Kenianer Paul Ereng. Er gewann vor dem Brasilianer Joaquim Cruz und dem Marokkaner Saïd Aouita.
Mit Peter Braun nahm ein Läufer aus der Bundesrepublik Deutschland teil. Braun schied im Halbfinale aus.

Läufer aus der DDR, der Schweiz, Österreich und Liechtenstein nahmen nicht teil.

## Aktuelle Titelträger
| Olympiasieger 1984                      | Joaquim Cruz ( Brasilien)       | 1:43,00 min | Los Angeles 1984  |
| Weltmeister 1987                        | Billy Konchellah ( Kenia)       | 1:43,06 min | Rom 1987          |
| Europameister 1986                      | Sebastian Coe ( Großbritannien) | 1:44,50 min | Stuttgart 1986    |
| Panamerikanischer Meister 1987          | Johnny Gray ( USA)              | 1:46,79 min | Indianapolis 1987 |
| Zentralamerika und Karibik-Meister 1987 | William Wuycke ( Venezuela)     | 1:49,10 min | Caracas 1987      |
| Südamerika-Meister 1987                 | Luis Migueles ( Argentinien)    | 1:47,35 min | São Paulo 1987    |
| Asienmeister 1987                       | Mohamed Ismail Youssef ( Katar) | 1:47,81 min | Singapur 1987     |
| Afrikameister 1988                      | Babacar Niang ( Senegal)        | 1:46,99 min | Annaba 1988       |

## Bestehende Rekorde
| Weltrekord         | 1:41,73 min | Sebastian Coe ( Großbritannien) | Florenz, Italien           | 10. Juni 1981  |
| Olympischer Rekord | 1:43,00 min | Joaquim Cruz ( Brasilien)       | Finale OS Los Angeles, USA | 6. August 1984 |

Der bestehende olympische Rekord wurde bei diesen Spielen nicht erreicht. Im schnellsten Rennen, dem Finale, verfehlte Olympiasieger Paul Ereng aus Kenia mit seinen 1:43,45 min den Rekord um 45 Hundertstelsekunden. Zum Weltrekord fehlten ihm 1,72 Sekunden.

## Vorrunde
Datum: 23. September 1988
Die Athleten traten zu insgesamt neun Vorläufen an. Für das Viertelfinale qualifizierten sich pro Lauf die drei Erstplatzierten. Darüber hinaus kamen die fünf Zeitschnellsten, die sogenannten Lucky Loser, weiter. Die direkt qualifizierten Athleten sind hellblau, die Lucky Loser hellgrün unterlegt.

### Vorlauf 1
14:00 Uhr
| Platz | Name                | Nation   | Zeit        |
| ----- | ------------------- | -------- | ----------- |
| 1     | Faouzi Lahbi        | Marokko  | 1:47,82 min |
| 2     | Nixon Kiprotich     | Kenia    | 1:48,68 min |
| 3     | Ryszard Ostrowski   | Polen    | 1:49,04 min |
| 4     | Moussa Fall         | Senegal  | 1:49,14 min |
| 5     | Spyros Spyrou       | Zypern   | 1:49,84 min |
| 6     | Porfirio Méndez     | Paraguay | 1:50,72 min |
| 7     | Mansour al-Baloushi | Oman     | 1:51,03 min |
| 8     | Yussuf Moli Yesky   | Tschad   | 1:57,97 min |

### Vorlauf 2
14:05 Uhr
| Platz | Name                   | Nation                         | Zeit        |
| ----- | ---------------------- | ------------------------------ | ----------- |
| 1     | Babacar Niang          | Senegal                        | 1:47,65 min |
| 2     | Steve Cram             | Großbritannien                 | 1:47,77 min |
| 3     | Donato Sabia           | Italien                        | 1:47,84 min |
| 4     | Mohamed Ismail Youssef | Katar                          | 1:48,20 min |
| 5     | Yu Tae-gyeong          | Südkorea                       | 1:48,61 min |
| 6     | Eversley Linley        | St. Vincent und die Grenadinen | 1:51,71 min |
| 7     | Lui Muavesi            | Fidschi                        | 1:54,48 min |
| DSQ   | Haji Bakr al-Qahtani   | Saudi-Arabien                  |             |

### Vorlauf 3
14:10 Uhr
| Platz | Name               | Nation            | Zeit        |
| ----- | ------------------ | ----------------- | ----------- |
| 1     | Johnny Gray        | USA               | 1:48,83 min |
| 2     | Ari Suhonen        | Finnland          | 1:48,90 min |
| 3     | Ibrahim Okash      | Somalia           | 1:48,97 min |
| 4     | António Abrantes   | Portugal          | 1:49,01 min |
| 5     | Mauricio Hernández | Mexiko            | 1:49,03 min |
| 6     | Kenneth Dzekedzeke | Malawi            | 1:50,60 min |
| 7     | Kuang-Liang Lin    | Chinesisch Taipeh | 1:52,95 min |

### Vorlauf 4
14:15 Uhr
| Platz | Name              | Nation          | Zeit        |
| ----- | ----------------- | --------------- | ----------- |
| 1     | Wladimir Graudyn  | Sowjetunion     | 1:48,90 min |
| 2     | Pablo Squella     | Chile           | 1:48,99 min |
| 3     | Álvaro Silva      | Portugal        | 1:49,09 min |
| 4     | Mark Everett      | USA             | 1:49,86 min |
| 5     | Michael Watson    | Bermuda         | 1:50,16 min |
| 6     | Syed Meesaq Rizvi | Pakistan        | 1:51,58 min |
| 7     | Manlio Molinari   | San Marino      | 1:52,35 min |
| 8     | John Siguria      | Papua-Neuguinea | 1:56,12 min |

### Vorlauf 5
14:20 Uhr
| Platz | Name                 | Nation       | Zeit        |
| ----- | -------------------- | ------------ | ----------- |
| 1     | Saïd Aouita          | Marokko      | 1:49,67 min |
| 2     | Simon Hoogewerf      | Kanada       | 1:49,76 min |
| 3     | Cheikh Tidiane Boye  | Senegal      | 1:49,89 min |
| 4     | Tracy Baskin         | USA          | 1:50,38 min |
| 5     | Ado Maude            | Nigeria      | 1:50,48 min |
| 6     | Eulucane Ndagijimana | Ruanda       | 1:52,08 min |
| 7     | Maher Abbas          | Libanon      | 1:53,76 min |
| 8     | David Sawyerr        | Sierra Leone | 1:57,88 min |

### Vorlauf 6
14:25 Uhr
| Platz | Name                | Nation         | Zeit        |
| ----- | ------------------- | -------------- | ----------- |
| 1     | Peter Braun         | BR Deutschland | 1:47,32 min |
| 2     | Rob Druppers        | Niederlande    | 1:47,48 min |
| 3     | Tonino Viali        | Italien        | 1:47,74 min |
| 4     | Kebapetse Gaseitiwe | Botswana       | 1:48,08 min |
| 5     | Agberto Guimarães   | Brasilien      | 1:48,49 min |
| 6     | Fahmi Abdul Wahab   | Nordjemen      | 1:55,24 min |
| 7     | Baba Njie           | Gambia         | 1:55,57 min |
| 8     | Nimley Twegbe       | Liberia        | 1:58,43 min |

### Vorlauf 7
14:30 Uhr
| Platz | Name             | Nation              | Zeit        |
| ----- | ---------------- | ------------------- | ----------- |
| 1     | Peter Elliott    | Großbritannien      | 1:46,83 min |
| 2     | Robin van Helden | Niederlande         | 1:46,99 min |
| 3     | Juma Ndiwa       | Kenia               | 1:47,11 min |
| 4     | Tomás de Teresa  | Spanien             | 1:47,32 min |
| 5     | Ahmed Belkessam  | Algerien            | 1:47,96 min |
| 6     | Duan Xiuquan     | Volksrepublik China | 1:52,17 min |
| DSQ   | Tommy Asinga     | Suriname            |             |
| DSQ   | Kazanga Makok    | Zaire               |             |

### Vorlauf 8
14:35 Uhr
Josep Gralls war der erste Leichtathlet Andorras, der bei Olympischen Spielen teilnahm.
| Platz | Name                   | Nation      | Zeit        |
| ----- | ---------------------- | ----------- | ----------- |
| 1     | Paul Ereng             | Kenia       | 1:46,14 min |
| 2     | José Luíz Barbosa      | Brasilien   | 1:46,32 min |
| 3     | Slobodan Popović       | Jugoslawien | 1:46,49 min |
| 4     | Colomán Trabado        | Spanien     | 1:46,76 min |
| 5     | Paul Osland            | Kanada      | 1:47,16 min |
| 6     | Mohamed Hossain Milzer | Bangladesch | 1:51,16 min |
| 7     | Josep Gralls           | Andorra     | 1:55,57 min |

### Vorlauf 9
14:40 Uhr
| Platz | Name            | Nation              | Zeit        |
| ----- | --------------- | ------------------- | ----------- |
| 1     | Joaquim Cruz    | Brasilien           | 1:47,16 min |
| 2     | Tom McKean      | Großbritannien      | 1:47,24 min |
| 3     | Melford Homela  | Simbabwe            | 1:47,36 min |
| 4     | Réda Abdenouz   | Algerien            | 1:47,67 min |
| 5     | Dale Jones      | Antigua und Barbuda | 1:49,31 min |
| 6     | João N’Tyamba   | Angola              | 1:53,23 min |
| 7     | Oslen Barr      | Guyana              | 1:55,95 min |
| 8     | William Taramai | Cookinseln          | 1:58,80 min |

## Viertelfinale
Datum: 24. September 1988
Für das Halbfinale qualifizierten sich in den vier Läufen die jeweils ersten vier Athleten (hellblau unterlegt).

### Lauf 1
15:10 Uhr
| Platz | Name                | Nation      | Zeit        |
| ----- | ------------------- | ----------- | ----------- |
| 1     | Joaquim Cruz        | Brasilien   | 1:46,10 min |
| 2     | Paul Ereng          | Kenia       | 1:46,38 min |
| 3     | Cheikh Tidiane Boye | Senegal     | 1:46,62 min |
| 4     | Réda Abdenouz       | Algerien    | 1:46,97 min |
| 5     | Wladimir Graudyn    | Sowjetunion | 1:47,07 min |
| 6     | Paul Osland         | Kanada      | 1:48,02 min |
| 7     | Tonino Viali        | Italien     | 1:50,85 min |
| DNF   | Ari Suhonen         | Finnland    |             |

### Lauf 2

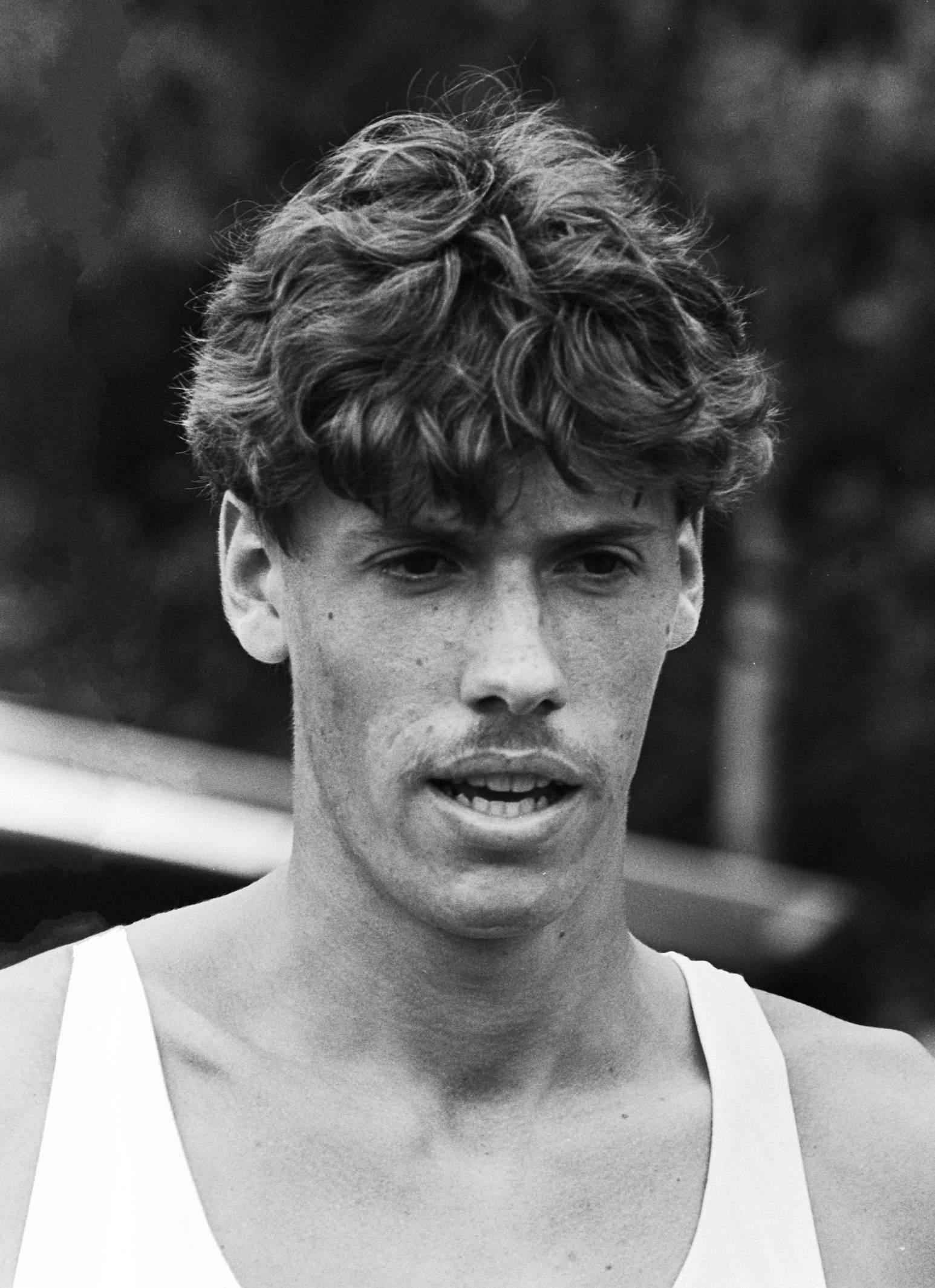
Rob Druppers erreichte das Viertelfinale und schied dort als Fünfter seines Laufs aus

15:15 Uhr
| Platz | Name              | Nation         | Zeit        | Anmerkung                                            |
| ----- | ----------------- | -------------- | ----------- | ---------------------------------------------------- |
| 1     | Johnny Gray       | USA            | 1:45,96 min |                                                      |
| 2     | Simon Hoogewerf   | Kanada         | 1:45,99 min |                                                      |
| 3     | José Luíz Barbosa | Brasilien      | 1:46,20 min |                                                      |
| 4     | Ibrahim Okash     | Somalia        | 1:46,55 min |                                                      |
| 5     | Rob Druppers      | Niederlande    | 1:46,91 min |                                                      |
| 6     | Juma Ndiwa        | Kenia          | 1:47,27 min |                                                      |
| 7     | Faouzi Lahbi      | Marokko        | 1:57,32 min |                                                      |
| DSQ   | Tom McKean        | Großbritannien |             | Behinderung von Konkurrenten durch Ellenbogeneinsatz |

### Lauf 3

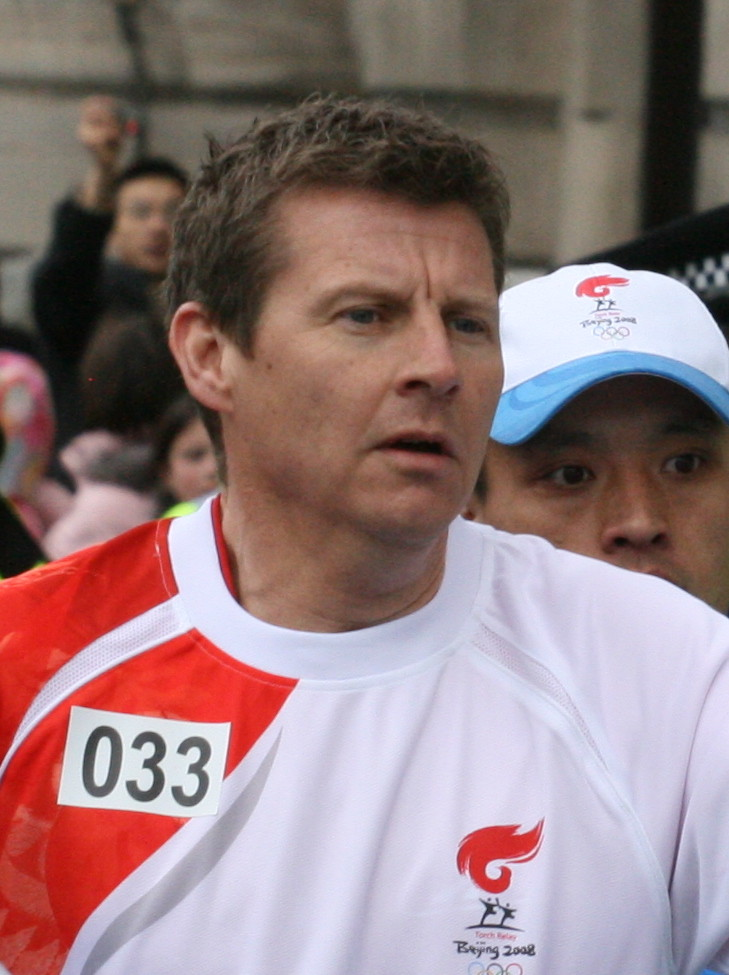
Steve Cram – ausgeschieden als Sechster des dritten Viertelfinals

15:20 Uhr
| Platz | Name             | Nation         | Zeit        |
| ----- | ---------------- | -------------- | ----------- |
| 1     | Saïd Aouita      | Marokko        | 1:45,24 min |
| 2     | Slobodan Popović | Jugoslawien    | 1:45,30 min |
| 3     | Babacar Niang    | Senegal        | 1:45,38 min |
| 4     | Nixon Kiprotich  | Kenia          | 1:45,68 min |
| 5     | Pablo Squella    | Chile          | 1:46,45 min |
| 6     | Steve Cram       | Großbritannien | 1:46,47 min |
| 7     | Robin van Helden | Niederlande    | 1:46,61 min |
| 8     | Tomás de Teresa  | Spanien        | 1:48,01 min |

### Lauf 4

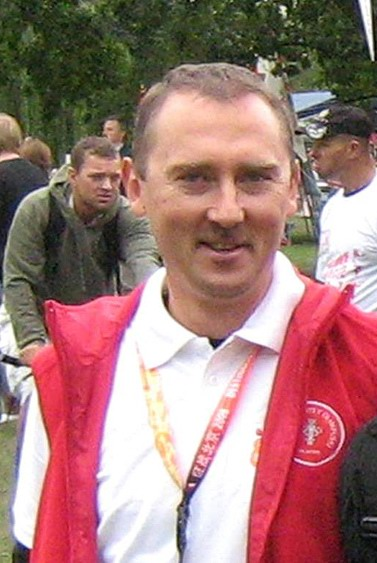
Ryszard Ostrowski (Foto: 2007) – ausgeschieden als Sechster des vierten Viertelfinals

15:25 Uhr
| Platz | Name              | Nation         | Zeit        |
| ----- | ----------------- | -------------- | ----------- |
| 1     | Donato Sabia      | Italien        | 1:46,58 min |
| 2     | Peter Elliott     | Großbritannien | 1:46,61 min |
| 3     | Álvaro Silva      | Portugal       | 1:46,65 min |
| 4     | Peter Braun       | BR Deutschland | 1:46,86 min |
| 5     | Ahmed Belkessam   | Algerien       | 1:46,93 min |
| 6     | Ryszard Ostrowski | Polen          | 1:47,72 min |
| 7     | Colomán Trabado   | Spanien        | 1:48,12 min |
| 8     | Melford Homela    | Simbabwe       | 1:49,62 min |

## Halbfinale
Datum: 25. September 1988
Für das Finale qualifizierten sich in den beiden Läufen die jeweils ersten vier Athleten (hellblau unterlegt).

### Lauf 1
14:50 Uhr
| Platz | Name             | Nation         | Zeit        |
| ----- | ---------------- | -------------- | ----------- |
| 1     | Paul Ereng       | Kenia          | 1:44,55 min |
| 2     | Joaquim Cruz     | Brasilien      | 1:44,75 min |
| 3     | Donato Sabia     | Italien        | 1:44,90 min |
| 4     | Peter Elliott    | Großbritannien | 1:44,94 min |
| 5     | Babacar Niang    | Senegal        | 1:45,09 min |
| 6     | Slobodan Popović | Jugoslawien    | 1:45,11 min |
| 7     | Simon Hoogewerf  | Kanada         | 1:47,30 min |
| 8     | Peter Braun      | BR Deutschland | 1:47,43 min |

### Lauf 2
14:55 Uhr
| Platz | Name                | Nation    | Zeit        |
| ----- | ------------------- | --------- | ----------- |
| 1     | Nixon Kiprotich     | Kenia     | 1:44,71 min |
| 2     | Saïd Aouita         | Marokko   | 1:44,79 min |
| 3     | José Luíz Barbosa   | Brasilien | 1:44,99 min |
| 4     | Johnny Gray         | USA       | 1:45,04 min |
| 5     | Álvaro Silva        | Portugal  | 1:45,12 min |
| 6     | Cheikh Tidiane Boye | Senegal   | 1:45,93 min |
| 7     | Réda Abdenouz       | Algerien  | 1:45,95 min |
| 8     | Ibrahim Okash       | Somalia   | 1:46,62 min |

## Finale

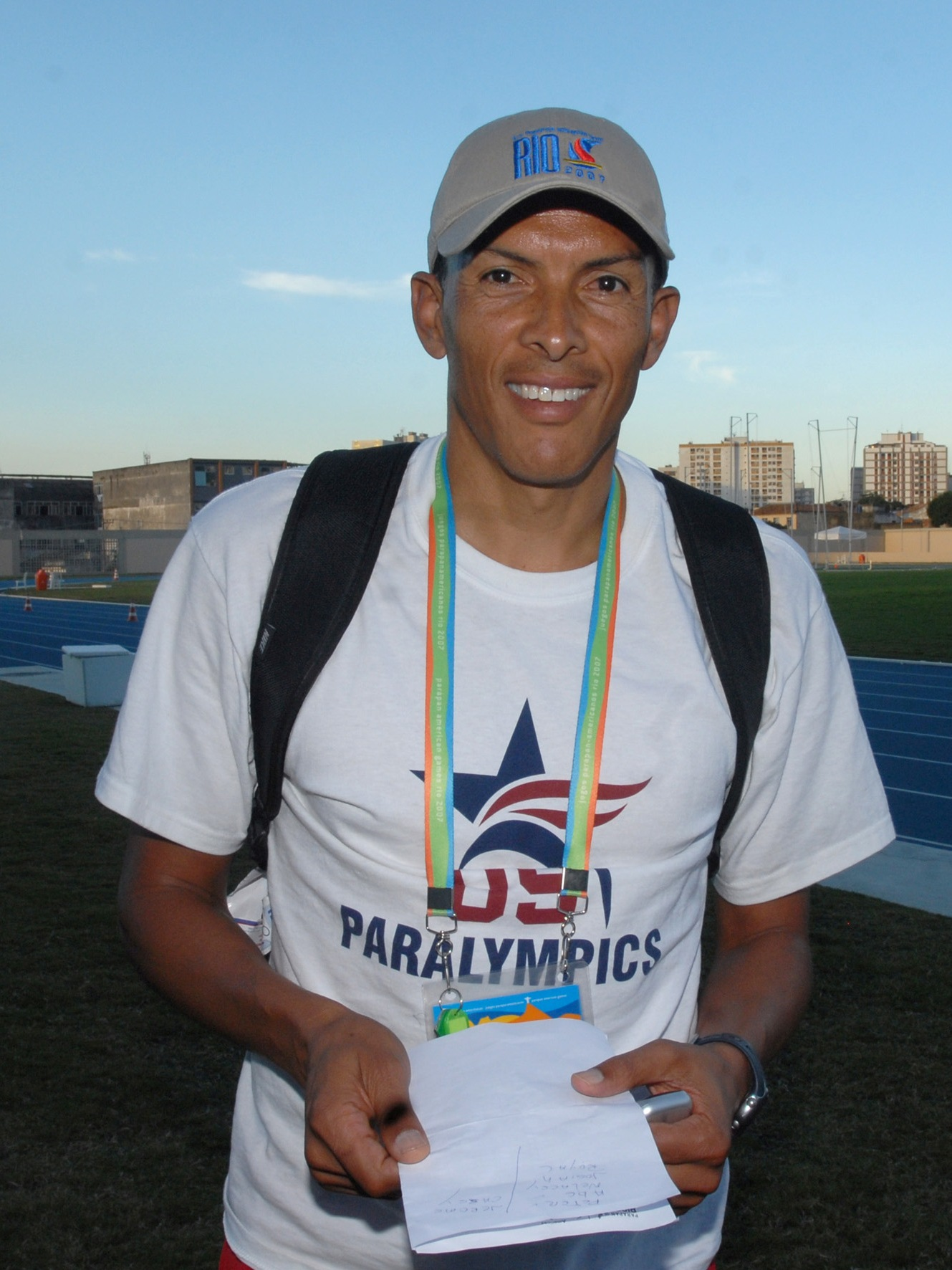
Silbermedaillengewinner Joaquim Cruz (Foto: 2007)

Datum: 26. September 1988, 13:40 Uhr
| Platz | Name              | Nation         | Zeit        |
| ----- | ----------------- | -------------- | ----------- |
| 1     | Paul Ereng        | Kenia          | 1:43,45 min |
| 2     | Joaquim Cruz      | Brasilien      | 1:43,90 min |
| 3     | Saïd Aouita       | Marokko        | 1:44,06 min |
| 4     | Peter Elliott     | Großbritannien | 1:44,12 min |
| 5     | Johnny Gray       | USA            | 1:44,80 min |
| 6     | José Luíz Barbosa | Brasilien      | 1:46,39 min |
| 7     | Donato Sabia      | Italien        | 1:48,03 min |
| 8     | Nixon Kiprotich   | Kenia          | 1:49,55 min |

Für das Finale hatten sich zwei Brasilianer und zwei Kenianer qualifiziert. Das Feld wurde durch jeweils einen Läufer aus Großbritannien, der USA, Marokko und Italien komplettiert.
Als Favoriten galten vor allem der Marokkaner Saïd Aouita, Olympiasieger von 1984 über 5000 Meter, der auf allen Strecken zwischen 800 und 10.000 Metern sehr stark einzuschätzen war, der 800-Meter-Olympiasieger von 1984 Joaquim Cruz aus Brasilien, der Brite Peter Elliott, Vizeweltmeister von 1987, und der WM-Dritte José Luíz Barbosa aus Brasilien.
Das Finale wurde zunächst vom Kenianer Nixon Kiprotich angeführt, der das Rennen in einem extrem schnellen Tempo anging. Bei ca. 350 Metern übernahm Barbosa die Spitze. Die 400 Meter wurden in 49,54 s passiert, das war der Kurs für einen neuen Weltrekord. Das Feld war weit auseinandergezogen. Doch nun wurde es langsamer und die Läufer kamen wieder dichter zusammen. Vorne lagen Cruz und Kiprotich, der auf der Gegengeraden noch einmal angriff, wenig später jedoch weit zurückfiel. In der Zielkurve hatte nun wieder Cruz die Spitzenposition, außen griffen Elliott und Aouita an. Zu Beginn der Zielgeraden führte Cruz mit einer kleinen Lücke vor Elliott, dem innen laufenden Kenianer Paul Ereng und Aouita. Auf den letzten fünfzig Metern spielte der als Außenseiter ins Rennen gegangene Paul Ereng seine Kraftreserven aus, passierte Cruz dreißig Meter vor dem Ziel und gewann die Goldmedaille. Joaquim Cruz konnte die Silbermedaille vor Saïd Aouita sichern. Peter Elliott wurde Vierter vor dem US-Läufer Johnny Gray. Dahinter kamen José Luíz Barbosa, der Italiener Donato Sabia und als Letzter Nixon Kiprotich ins Ziel.
Paul Ereng lief zum ersten kenianischen Olympiasieg über 800 Meter.

Saïd Aouita gewann die erste marokkanische Medaille in dieser Disziplin.

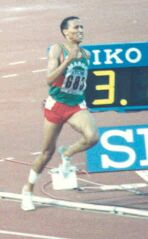
Saïd Aouita gewann die Bronzemedaille
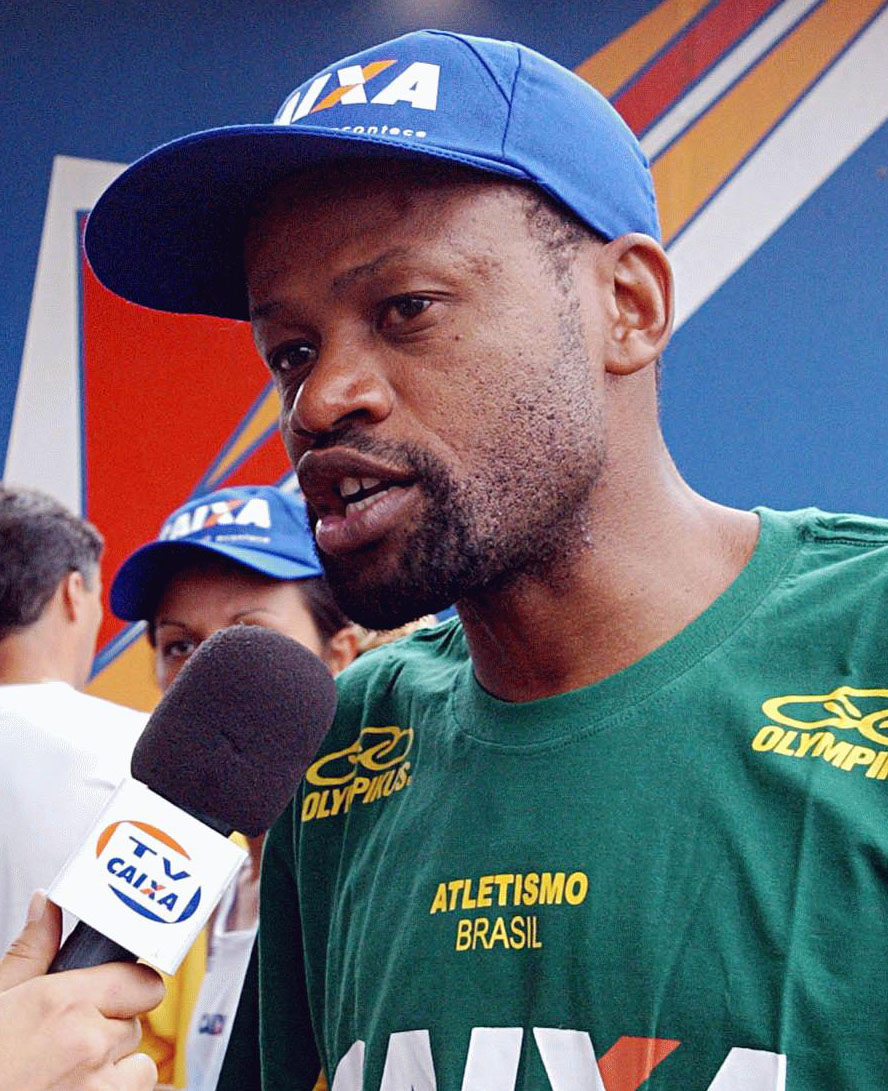
José Luíz Barbosa (hier im Jahr 2003) belegte Rang sechs

## Videolinks
- 1988 Olympic Games Men's 800 meters final, youtube.com, abgerufen am 24. November 2021
- 800m. 1988 Olympic Games,Seoul.(Ereng/Cruz/Aouita), youtube.com, abgerufen am 23. Januar 2018